# Pelé's Soccer
Pelé's Soccer é um jogo eletrônico de futebol lançado em 1980 para o console Atari 2600..
Em 1977, Pelé já havia estrelado um comercial de TV da Atari, em que dizia que havia abandonado o futebol para jogar o videogame. Foi então que a empresa incluiu o seu nome no título do jogo, que havia sido lançado inicialmente como Soccer e depois Championship Soccer. Pelé's Soccer se tornou, assim, um dos primeiros jogos a ser licenciado com o nome de uma celebridade. 
Os gráficos são simples e os jogadores (três de cada lado do campo) são representados por quadrados de cores diferentes na tela.